# 01.AI
01.AI（簡体字: 零一万物; 拼音: Língyī Wànwù）は、中国・北京市に本社を置く人工知能（AI）企業。オープンソース製品の開発に注力している。

## 背景
01.AIは2023年3月、元マイクロソフト・グーグル幹部でSinovation Ventures共同創設者の李開復によって設立された。中国語名「零一万物」は、老子『道德経』の一節に由来し、「零と一から万物を創造する」ことを意味する。主要出資者にはアリババグループやシャオミが含まれる。
米国の半導体輸出規制を受け、同社は早期に半導体の備蓄を開始。資金調達ではSinovation Venturesから借り入れを行うなどした。チップ不足を補うため、業界平均を下回る故障率を実現する効率的なAIインフラと推論エンジンを開発した。
2023年6月に本格稼働を開始。オープンソースモデルを選択した背景には「大規模モデルは高コストで必要ない開発者が多い」という判断があるが、将来的には顧客向けに独自モデルの開発も計画している。
2023年11月、設立8ヶ月で企業価値10億ドルを超えるユニコーン企業に成長。従業員数は100人を超えた。
2024年10月には、小規模データセットの活用や低コスト人材の採用などコスト削減戦略を実施していることが報じられた。同年11月には、OpenAIが8000万～1億ドルを投じたモデルと同等の性能を持つモデルを、わずか2000基のGPUと300万ドルで開発したと発表した。
2025年1月、李開復はアリババクラウドへの事前トレーニングチーム売却に関する噂を否定した。

## 製品

### Yi
Yiはオープンソースの大規模言語モデル（LLM）シリーズ。
2023年11月、340億パラメータで訓練された「Yi-34B」を公開。メタのLlama 2を上回る性能を達成し、Hugging Faceのベースモデルランキングで1位を獲得した。
2024年9月には52のプログラミング言語に対応したコーディング支援モデル「Yi-Coder」をリリース。最大128,000トークンのコンテキスト長を特徴とする。
2024年10月には「Yi-Lightning」を発表。カリフォルニア大学バークレー校の評価でx.AIのGrok-2と並ぶ3位にランクイン。推論コストは100万トークンあたり14セントと、OpenAIのGPT o1-mini（26セント）を下回る。

### Wanzhi
2024年5月に公開された無料生産性支援ツール。Microsoft Copilotと同等の機能を備え、中英両言語に対応。